# Джунгла в джунглата
„Джунгла в джунглата“ (на английски: Jungle 2 Jungle) е американски комедиен филм от 1997 г. на режисьора Джон Паскуин, продуциран от „Уолт Дисни Пикчърс“ и TF1 International, и участват Тим Алън, Мартин Шорт, Лолита Давидович, Дейвид Огдън Стиърс, ДжоБет Уилямс, Лили Собиески в нейния филмов дебют и Сам Хътингтън като Мими-Сику. Той е американски римейк на френския филм Un Indien dans la ville от 1994 г.